# Жуковский, Герман Леонтьевич
Герман Леонтьевич Жуко́вский (31 октября (13) ноября 1913, Радивилов, Волынская губерния, Российская империя — 15 мая 1976, Киев, СССР) — украинский и советский композитор, народный артист УССР (1973). Лауреат Сталинской премии II степени (1950).

## Биография
Герман Жуковский родился 31 октября (13 ноября) 1913 года в Радзивилове (ныне Радивилов Ровненской области Украины). В 1937 году окончил Киевскую консерваторию по классу фортепиано у К. Н. Михайлова и по классу композиции у Л. Н. Ревуцкого. Участвовал в Великой Отечественной войне, художественный руководитель ансамбля Дома Красной армии 38-й армии. Попал в фашистский плен, из которого бежал.
В 1951 году, после прослушивания И. В. Сталиным новой оперы («От всего сердца») был лишён звания лауреата Сталинской премии, это произведение Жуковского, действительно было неудачным — правда, не сильно хуже других подобных сочинений того времени.
В 1951—1958 годах преподавал полифонию на композиторском факультете КГК имени П. И. Чайковского.
28 февраля 1979 года, на основании постановления Совета Министров Украинской ССР, киевской Детской музыкальной школе № 6 (ныне Детская школа искусств № 6) было присвоено имя Г. Л. Жуковского.
Умер 15 мая 1976 года в Киеве.

## Награды и премии
- орден Красной Звезды (15.5.1945)
- Сталинская премия второй степени (1950) — за кантату «Славься, Отчизна моя»! (1949)
- заслуженный деятель искусств Украинской ССР (1958)
- орден Ленина (24.11.1960)
- Народный артист Украинской ССР (1973)
- медали

## Произведения
Оперы:
- «Марина» (по Тарасу Шевченко, Киев, 1939)
- «Честь» (Киев, 1947)
- «От всего сердца» (по Е. Ю. Мальцеву, Москва, 1951, в новой редакции — «Первая весна», Киев, 1959)
- «Andante poetiсо» (опера-балет, 1966)
- «Контрасты веков» (три двухактные оперы, 1960—1967)
- «Волжская баллада» (Жена солдата, опера-монолог, 1967)
- «Вне закона» (1968)
- «Один шаг до любви» (1970)

Балеты:
- «Ростислава» (Киев, 1956)
- «Лесная песня» (Москва, 1961)
- «Девушка и Смерть» (по Максиму Горькому, 1970)

Кантаты:
- «Праздник в Карпатах» (слова Михаила Стельмаха, 1949)
- «Дружба народов» (слова Тереня Масенко, 1950)
- «Клятва молодежи мира» (слова В. Багмет, 1951)
- «Октябрьские новеллы» (слова И. Неходы, 1957)
- «Днепр шумит» (слова Павла Тычины, 1957)

Другое (для оркестра и хора):
- «Славься, Отчизна моя» (вокально-симфоническая поэма для хора, солистов и оркестра, слова П. Глазового, 1949)
- Концерт для скрипки с оркестром (1953)
- «Карнавал» (танцевальная сюита для оркестра, 1967)
- «Его бессмертное имя» (поэма о Ленине для голоса с оркестром, слова индийского поэта Бимал Чандра Гхома, 1968)
- «Земля моя великая» (ода, слова Д. Луценко. 1970)
- «Слава Советскому Союзу» (слова В. Багмета, 1972)
- «Гуцульское каприччио» (1967)
- Хореографическая сюита (1968)
- Поэма (1969)
- Камерная симфония (1972)

Другое:
- «Лесные картины» (сюита для фортепиано, 1964)
- 5 пьес (1967)
- «Обелиск бессмертия» (поэма, 1970)
- Пьесы для скрипки, фортепиано, вокального ансамбля
- Хоры на слова Павло Тычины, Владимира Сосюры, Андрея Малышко и др.
- «Бублики» (цикл для голоса с фортепиано, слова украинских поэтов, 1972)

## Фильмография
- 1950 — Щедрое лето
- 1953 — Судьба Марины
- 1955 — Звёзды на крыльях
- 1956 — Без вести пропавший
- 1957 — Матрос сошёл на берег
- 1958 — Киевлянка (1 и 2 серии)
- 1959 — Млечный путь
- 1960 — Наследники
- 1960 — Люди моей долины
- 1962 — Среди добрых людей
- 1962 — Закон Антарктиды
- 1965 — Гадюка
- 1966 — Два года над пропастью